# Vrh Hribaric
Vrh Hribaric je 2388 m visoka gora v osrednjih Julijskih Alpah. Nahaja se znotraj Triglavskega narodnega parka sredi izrazito kraškega sveta. Njeno severno ostenje skupaj z ostenjem Mišeljskega konca oklepa zatrep Mišeljske doline. Proti zahodu greben zložno pada proti planoti Hribarice, od koder poteka na sam vrh tudi najlažji dostop po neoznačeni poti. Južna in vzhodno ležeča pobočja se spuščajo v Dolino za Debelim vrhom.
V bližini se nahajata planinski postojanki Zasavska koča na Prehodavcih in Tržaška koča na Doliču; slednja je zaradi snežnega plazu do nadaljnjega zaprta.